# 葛倫尼斯·法拉爾
葛倫尼斯·雷諾茲·法拉爾（英語：Glennys Reynolds Farrar，1946年—）是一名美國物理學家，紐約大學物理學教授，專門從事粒子物理學、宇宙學和暗物質研究。她在強子和暗物質現象學領域做出多項重大貢獻，幫助建立了「標準宇宙學模型」。法拉爾是開發許多現代粒子搜尋技術的領導人物，曾獲得古根海姆自然科學獎和斯隆獎等多項殊榮。

## 教育
1968年，法拉爾在加州大學柏克萊分校獲得學士學位，是首批進入物理系研究生課程學習的本科生之一。1971年，法拉爾獲得普林斯頓大學博士學位，成為第一位獲得普林斯頓大學物理學博士學位的女性。在此期間，她開始在學習物理的同時學習印地語，並最終在德里大學完成了一項獨立研究計劃。

## 職業生涯
從普林斯頓大學畢業後，法拉爾在普林斯頓高等研究院和加州理工學院擔任博士後。在加州理工學院工作期間，法拉爾提高了目前對小離子形式因子的理解，並提出一個新的彈性核子散射模型。1979年，她接受羅格斯大學的教職，繼續探索標準模型的相互作用和超對稱弦理論的當代發展。法拉爾於1998年加入紐約大學物理系，目前任職於紐約大學。在紐約大學期間，她擔任物理系系主任，並創建了宇宙學與粒子物理中心。
法拉爾因其在理論物理學方面的成就而獲得了許多榮譽。1975年，她獲得斯隆獎，1984年獲得古根海姆獎。她於2003年被選為美國科學促進會會員。2014年和2021年，法拉爾獲選為理論物理學西蒙斯研究員。她也是美國物理學會天文物理學分會（DAP）2021年至2022年的主席。她於2023年獲選為美國國家科學院院士。
法拉爾多年來一直致力於了解最高能量的漫遊射線的來源。她為皮埃爾·奧格天文台的研究做出巨大貢獻，僅在該實驗中就發表了一百多篇論文。身為理論物理學家，她致力於開發從宇宙高能源探測粒子的工具。2012年，羅尼·揚森（Ronnie Jansson）和法拉爾發表了一篇文章，介紹了銀河系磁場的新模型。

## 外部連結
- Glennys Farrar Discovers Particles and Life as a Woman （页面存档备份，存于）
- What Glennys Farrar Covets is more hours in the day
- NYU Physicist Proposes New Theory For Origin And Make-Up Of Extremely High-Energy Cosmic Rays
- Students Build A System to Solve A Cosmic Puzzle; A Series of Particle Detectors In Schools Across the City
- Glennys Farrar on Researchgate
- https://www.ias.edu/scholars/glennys-farrar
- BY STUDYING BOTH THE TINIEST AND MOST MASSIVE PHENOMENA, A PIONEERING CENTER PUSHES THE FRONT LINES OF PHYSICS RESEARCH